# Phoenicolacerta kulzeri
Phoenicolacerta kulzeri là một loài thằn lằn trong họ Lacertidae. Loài này được Müller & Wettstein mô tả khoa học đầu tiên năm 1932.